# Hydrograd
A Hydrograd a Stone Sour 2017-ben megjelent hatodik stúdióalbuma. Az album 2017. június 30-án jelent meg, kiadója a Roadrunner Records.

## Az album dalai
Az összes dalszöveg szerzője Corey Taylor. 
| 1.    | YSIF                                                | 2:02 |
| 2.    | Taipei Person/Allah Tea                             | 5:16 |
| 3.    | Knievel Has Landed                                  | 4:01 |
| 4.    | Hydrograd                                           | 4:37 |
| 5.    | Song #3                                             | 4:16 |
| 6.    | Fabuless                                            | 4:00 |
| 7.    | The Witness Trees                                   | 4:45 |
| 8.    | Rose Red Violent Blue (This Song Is Dumb & So Am I) | 4:56 |
| 9.    | Thank God It's Over                                 | 3:36 |
| 10.   | St. Marie                                           | 4:27 |
| 11.   | Mercy                                               | 3:23 |
| 12.   | Whiplash Pants                                      | 4:19 |
| 13.   | Friday Knights                                      | 5:17 |
| 14.   | Somebody Stole My Eyes                              | 3:47 |
| 15.   | When the Fever Broke                                | 6:32 |
| 65:14 |                                                     |      |

| Bónusz számok a japán kiadáson | Bónusz számok a japán kiadáson    | Bónusz számok a japán kiadáson | Bónusz számok a japán kiadáson | Bónusz számok a japán kiadáson | Bónusz számok a japán kiadáson | Bónusz számok a japán kiadáson | Bónusz számok a japán kiadáson | Bónusz számok a japán kiadáson | Bónusz számok a japán kiadáson |
|                                | Cím                               | Hossz                          |                                |                                |                                |                                |                                |                                |                                |
| ------------------------------ | --------------------------------- | ------------------------------ | ------------------------------ | ------------------------------ | ------------------------------ | ------------------------------ | ------------------------------ | ------------------------------ | ------------------------------ |
| 16.                            | Burn One Turn One                 | 3:19                           |                                |                                |                                |                                |                                |                                |                                |
| 17.                            | Unchained (Van Halen-feldolgozás) | 3:25                           |                                |                                |                                |                                |                                |                                |                                |
| 71:58                          |                                   |                                |                                |                                |                                |                                |                                |                                |                                |

| Deluxe Edition | Deluxe Edition                                                   | Deluxe Edition | Deluxe Edition | Deluxe Edition | Deluxe Edition | Deluxe Edition | Deluxe Edition | Deluxe Edition | Deluxe Edition |
|                | Cím                                                              | Hossz          |                |                |                |                |                |                |                |
| -------------- | ---------------------------------------------------------------- | -------------- | -------------- | -------------- | -------------- | -------------- | -------------- | -------------- | -------------- |
| 1.             | Burn One Turn One                                                | 3:19           |                |                |                |                |                |                |                |
| 2.             | Bootleg Ginger                                                   | 3:36           |                |                |                |                |                |                |                |
| 3.             | Live Like You're On Fire                                         | 4:33           |                |                |                |                |                |                |                |
| 4.             | Subversive                                                       | 3:55           |                |                |                |                |                |                |                |
| 5.             | Unchained (Van Halen-feldolgozás)                                | 3:25           |                |                |                |                |                |                |                |
| 6.             | Bombtrack (Rage Against the Machine-feldolgozás)                 | 4:13           |                |                |                |                |                |                |                |
| 7.             | Outshined (Soundgarden-feldolgozás (Sphere Studios))             | 5:15           |                |                |                |                |                |                |                |
| 8.             | Song #3 (akusztikus)                                             | 3:56           |                |                |                |                |                |                |                |
| 9.             | Mercy (akusztikus)                                               | 3:21           |                |                |                |                |                |                |                |
| 10.            | Rose Red Violent Blue (This Song Is Dumb & So Am I) (akusztikus) | 4:53           |                |                |                |                |                |                |                |
| 11.            | The Witness Trees (akusztikus)                                   | 4:25           |                |                |                |                |                |                |                |
| 12.            | Mercy (Élő (Sphere Studios))                                     | 3:25           |                |                |                |                |                |                |                |
| 13.            | Fabuless (Élő (Sphere Studios))                                  | 4:03           |                |                |                |                |                |                |                |
| 117:24         |                                                                  |                |                |                |                |                |                |                |                |

## Közreműködők

### Stone Sour
- Corey Taylor – ének, ritmusgitár, billentyűk
- Josh Rand – ritmusgitár
- Roy Mayorga – dobok, perkusszió
- Christian Martucci – gitár, háttérvokál
- Johny Chow – basszusgitár, háttérvokál

### Borítókép
- Stone Sour, Invisible Creature, INC. – elképzelés
- Ryan Clark (Invisible Creature, INC.) – dizájn
- Travis Shinn – fotográfia

### Production
- Jay Ruston − producer, hangmérnök, mixelés
- Francesco Cameli – hangmérnök
- Alejndo Baima – hangmérnök
- John Douglass – hangmérnök
- Paul Logus – mastering
- Ron "REM" Massingill – gitár- és basszusgitár-technikus
- Jon Nicholson – dobtechnikus
- Gary Myerberg – stúdió-technikus

### Egyéb közreműködők
- Pearl Aday – háttérvokál a St. Marie c. számban
- Joel Martin – pedal steel gitár a St. Marie c. számban
- Sergei Ponzirelli – orosz bemondó a YSIF c. számban
- Dan Kaneyuki, Brian Mantz – klasszikus hangszerek

## Külső hivatkozások
- A Stone Sour hivatalos oldala